# 監督程式
監督程式是一套駐留在内存中的系統进程，负责管理进程调度、输入输出操作、中斷和异常处理等操作系统功能。一般在现代主流计算机系统中，它是操作系统的一部分（调度器）。

## 作業流程
工作开始时，CPU控制權在監控程式的手上；接着，監控程式會把控制權交給第一個准备好执行的程序；第一个程序執行完畢或陷入等待状态而被挂起後，監控程式會將控制權收回，切换到下一個程序的運作。如此，監控程式就能夠自動安排程序一個接著一個執行，不讓CPU有空转閒置的時間。
一般来说，这种稱呼主要被用于IBM的OS/360及其以后的大型机，在其他的操作系统中，监控程序一般被称为内核。因此，这种说法目前在现代主流计算机系统语境下使用较少。

## 功能
- 将键盘输入送入内存或外部内存，用來修改内存的内容以及变更程序。
- 負責程序的執行，将存放在外部内存上的程序加载到内存，把其內容显示于画面中。

## 提供的命令
- 以機器碼的形式從鍵盤[來源請求]輸入程式
- 顯示或修改記憶體的內容
- 顯示或修改暫存器的內容
- 執行程式
- 利用現有的介面存取程式

1. ↑  . www.its.bldrdoc.gov.   [2019-06-06]. （原始内容存档于2011-03-01）.